# Kalasin
16°26′3″N 103°30′33″Ø / 16.43417°N 103.50917°Ø
Kalasin (thai:กาฬสินธุ์) er hovedstaden i provinsen Kalasin i det nordøstlige Thailand (Isan-området). Befolkningen anslås (2014) til 34.437.Byen har et areal på 16.96 km².